# Wunda (cráter de Umbriel)

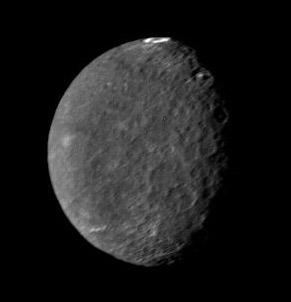
Wunda es una característica brillante en la parte superior de esta imagen de Umbriel.

Wunda es un anillo de material brillante de naturaleza desconocida, muy probablemente un cráter de impacto, de la luna de Urano Umbriel, descubierto por la sonda Voyager 2.
Tiene un diámetro de 131 kilómetros, y se encuentra próximo del ecuador del satélite.
Su nombre es el de Wunda, un espíritu oscuro de la mitología australiana.